# Nuffield College

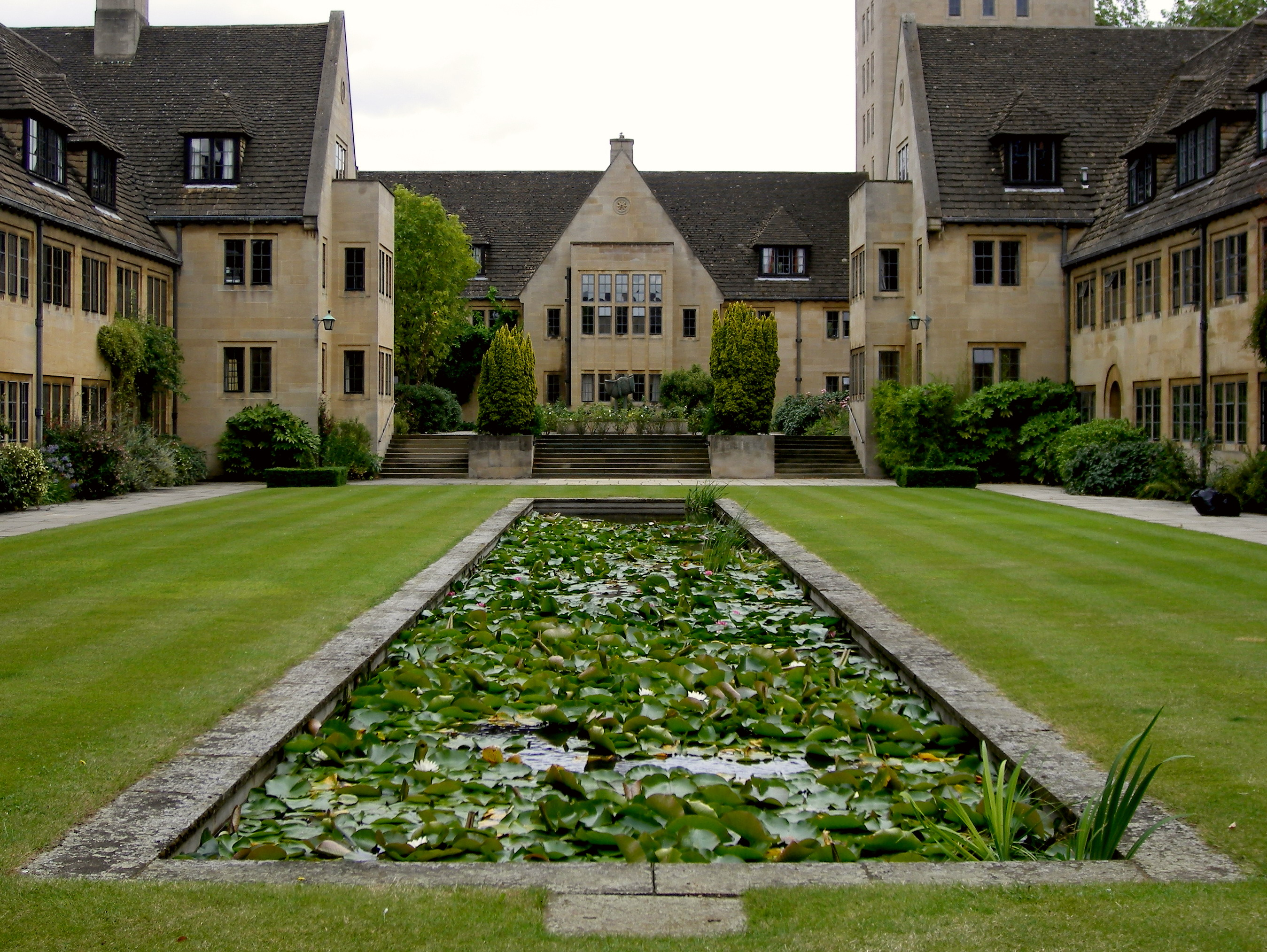
Nuffield College lower quadrangle

Nuffield College est l'un des collèges constituants de l'université d'Oxford. C'est un collège spécialisé dans les sciences sociales et plus particulièrement l'économie, la sociologie et les sciences politiques.

## Personnalités liées au collège
- Jean Floud, sociologue, fellow (1962-1971)
- Margery Perham, africaniste, fellow (1939-1963)

## Galerie

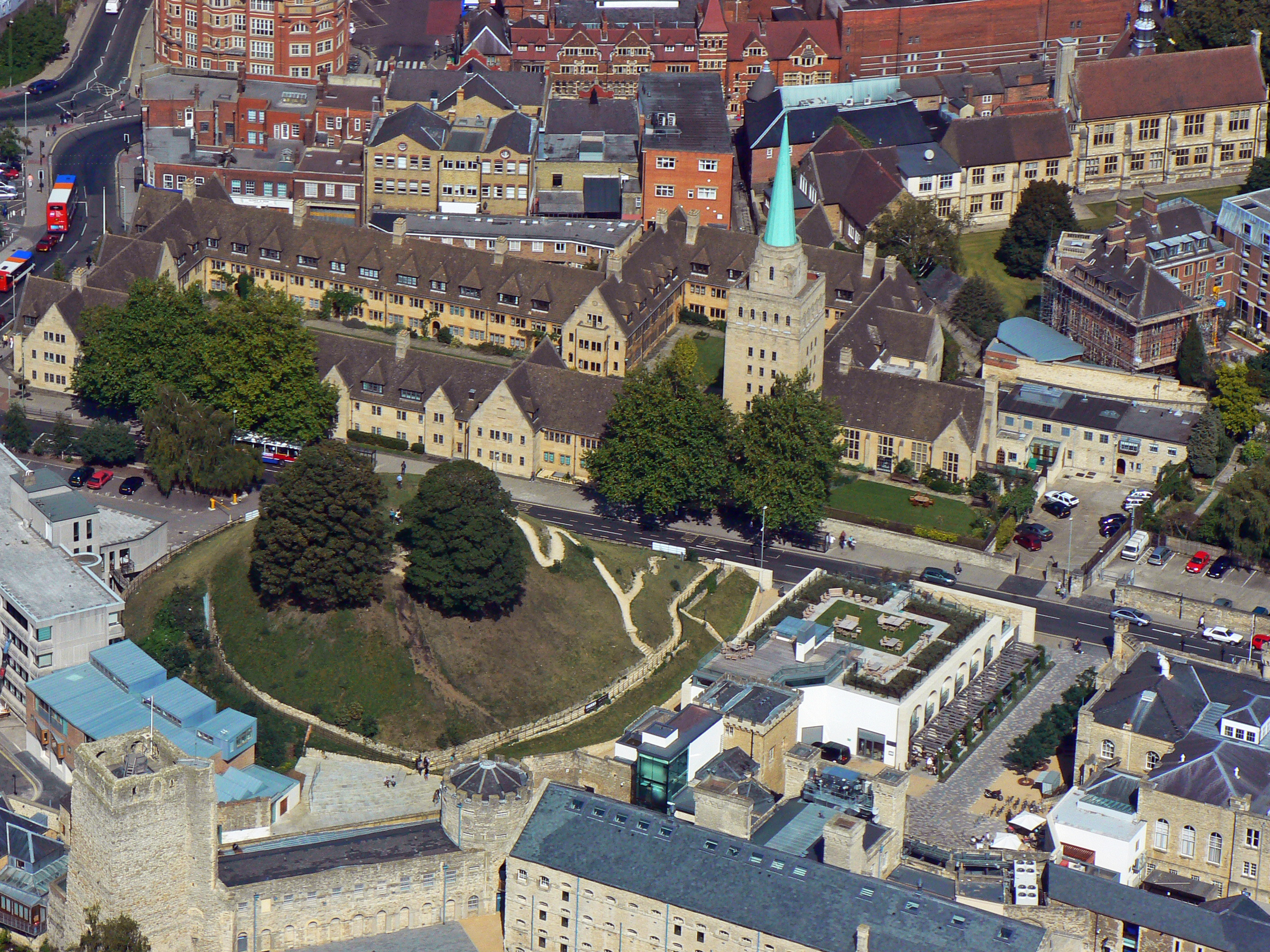
Vue aérienne du Nuffield et château Mound
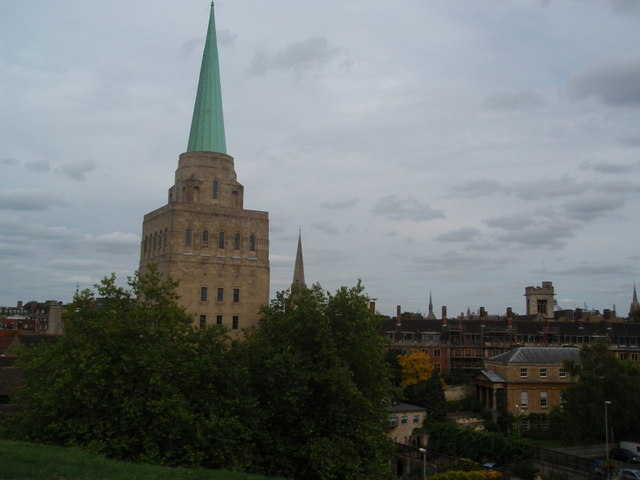
La flèche du Nuffield
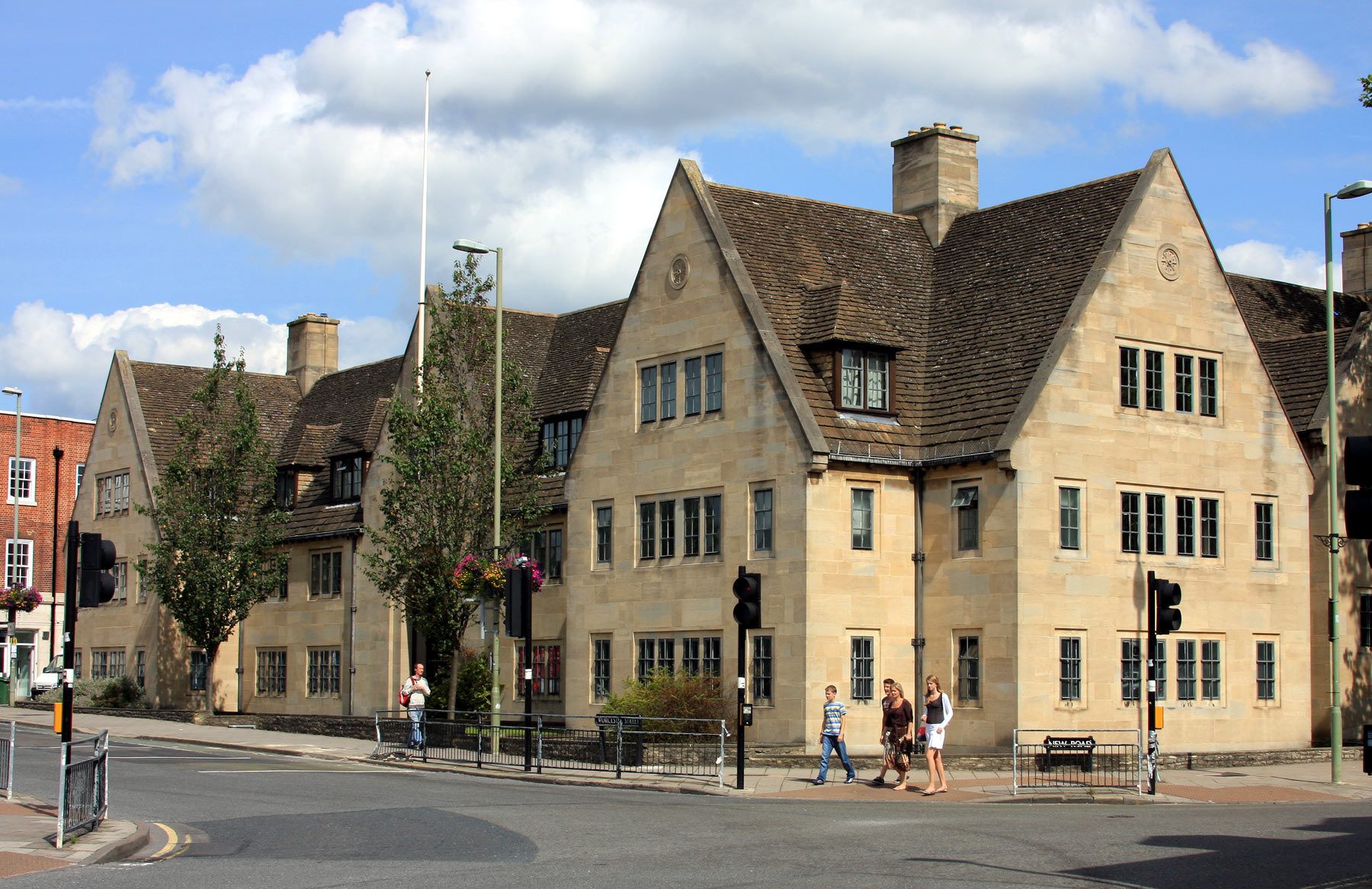
Au coin de la New Road et de la Worcester Street
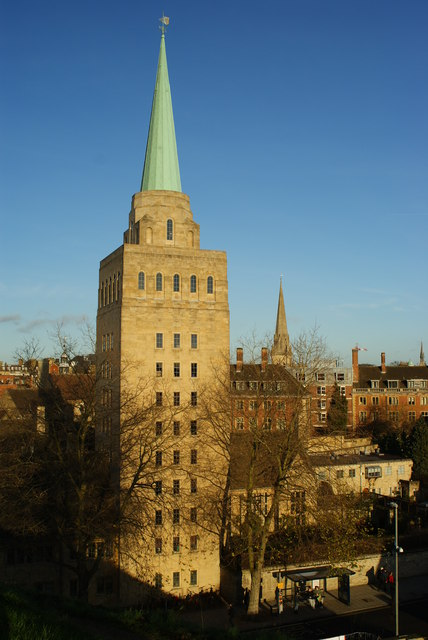
Vue depuis le château Mound
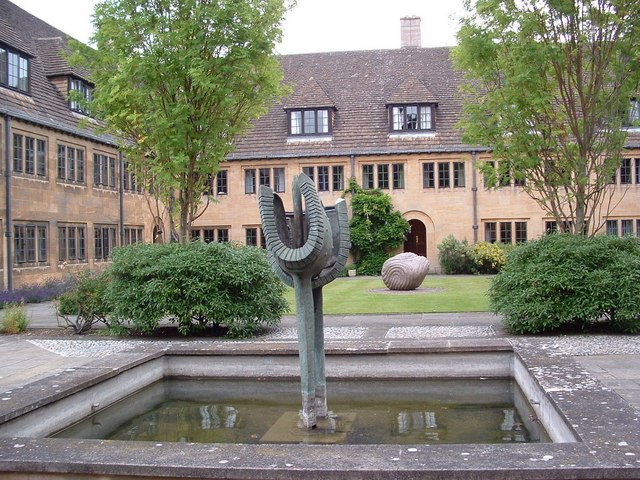
Sculptures and a pond in the Quad
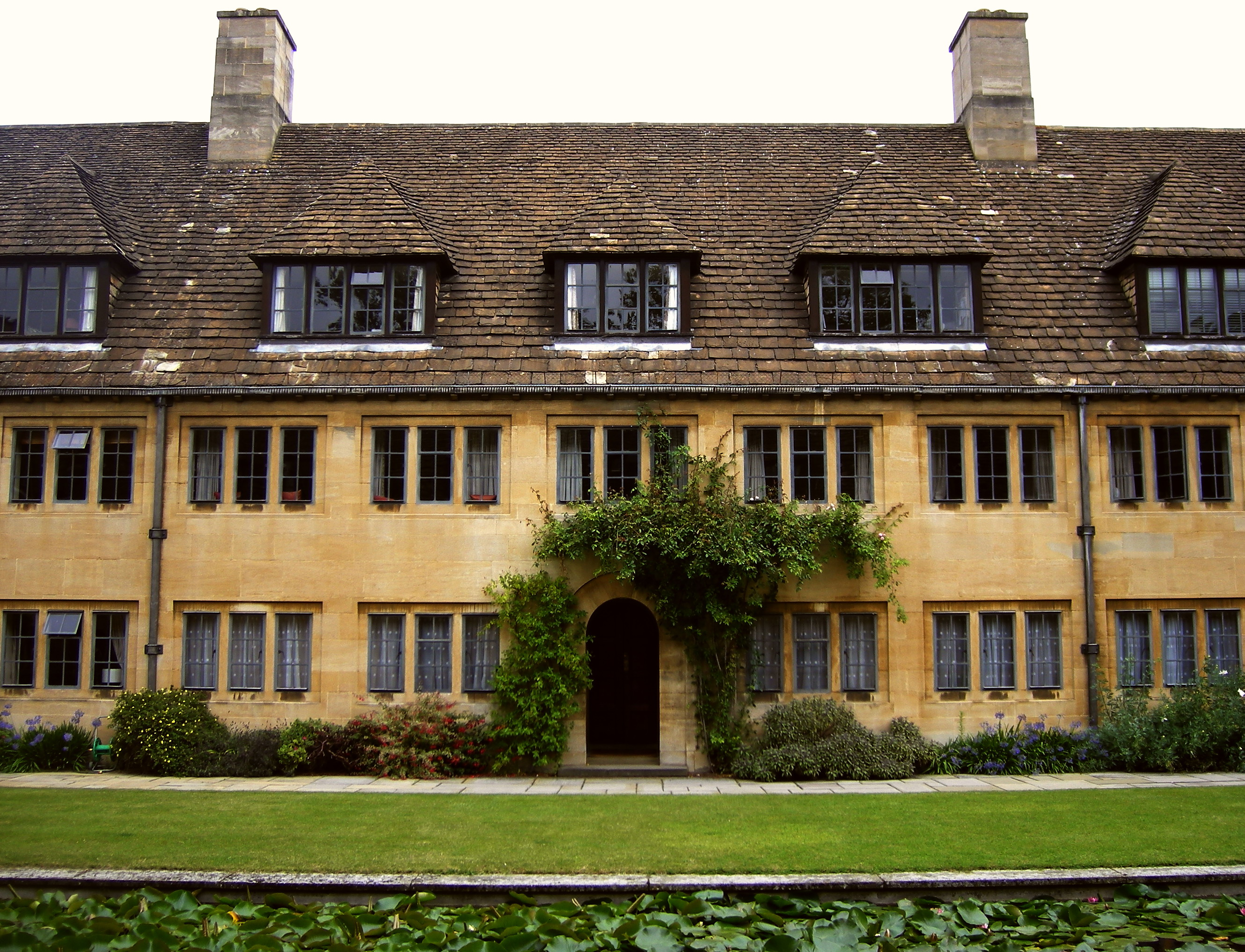
Fenêtres donnant sur le cloître
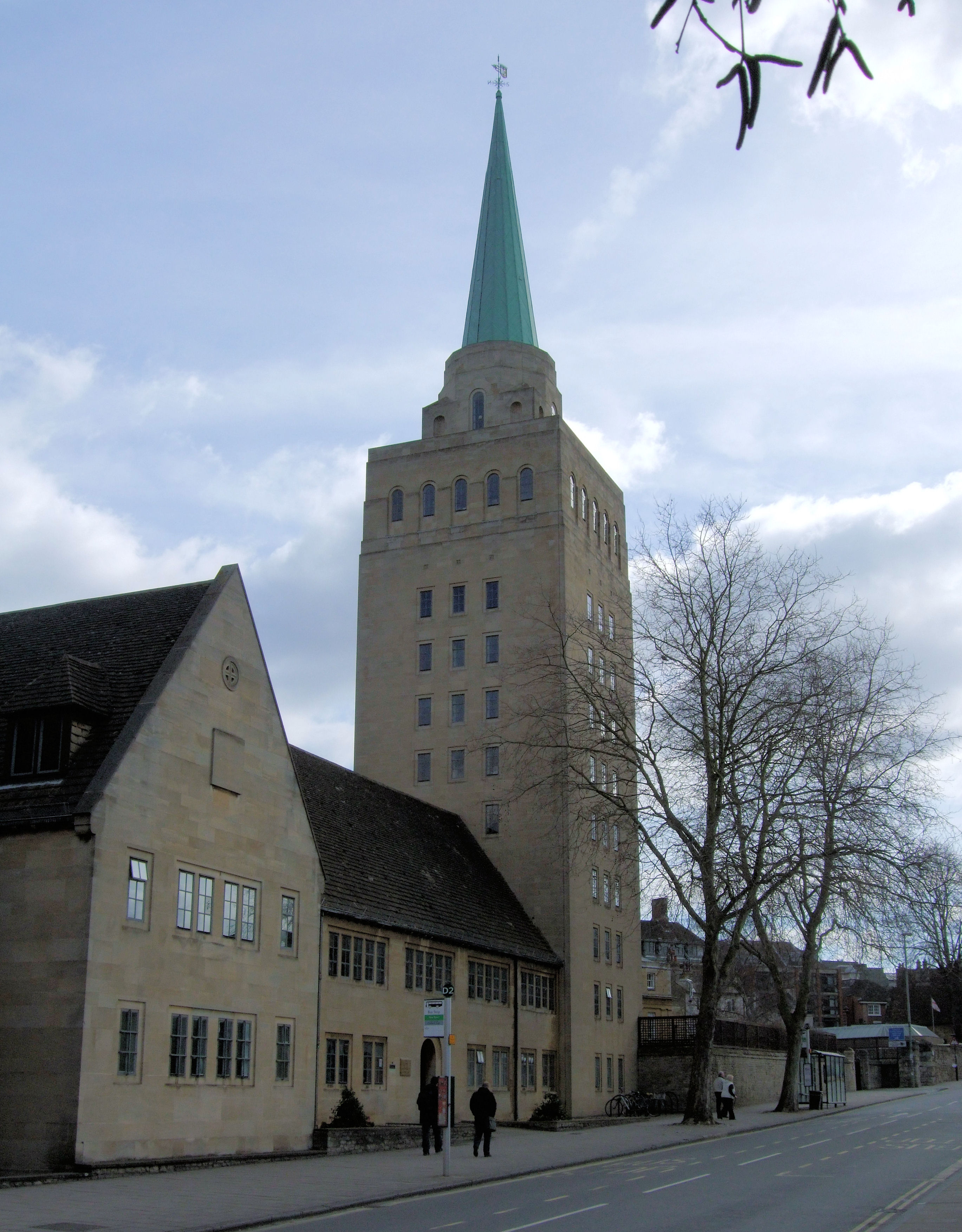
La vue depuis la rue
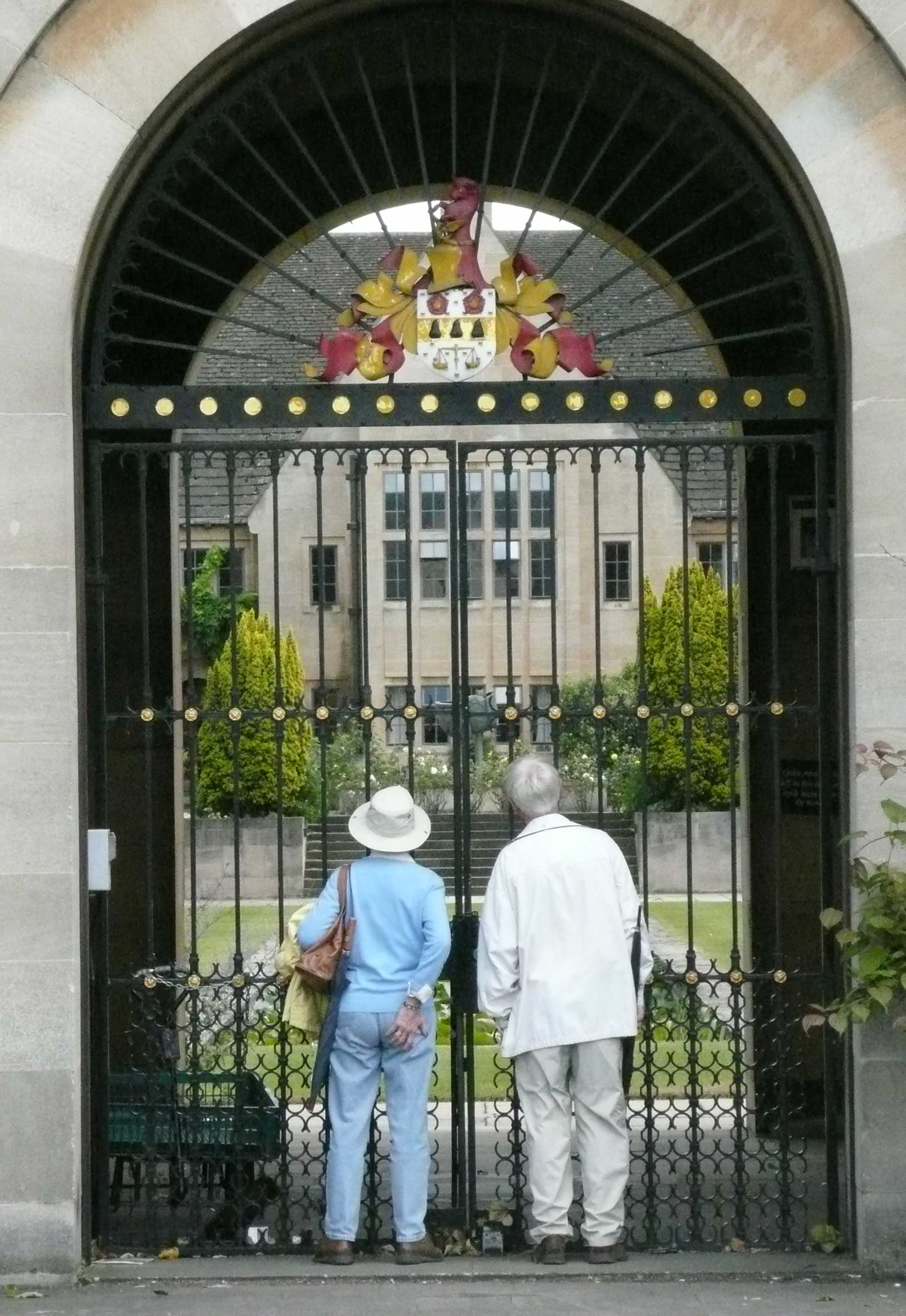
La porte Ouest